# Fonóháza
Fonóháza (régebben Fonáca, románul Fânațe) falu Romániában, a Partiumban, Bihar megyében.

## Fekvése
A Bihar-hegységben, a Fekete-Körös mellett, Vaskohtól északkeletre fekvő település.

## Története
A falut 1600-ban említette először oklevél Fonacz néven. 
1808-ban és 1888-ban Fonácza, 1913-ban Fonóháza néven írták.
A település földesura a váradi püspök volt, amely itt még a 20. század elején is birtokos volt.
1851-ben Fényes Elek írta a településről:
Funácza, Bihar vármegyében, a váradi deák püspök vaskóhi uradalmában, Rézbányától 1 órányira:
383 óhitü lakossal, anyatemplommal, 9 urbéri telekkel. Nevezetessé teszi e helységet híres
csepegőköves barlangja.
A 2002-es népszámláláskor 692 lakosa közül 684 fő (98,8%) román nemzetiségű, 8 fő (1,2%) cigány etnikumú volt.

## Nevezetességek
- Cseppkőbarlang: Fonóháza határában található a híres (fonáczai) cseppkőbarlang, megkapó részletekkel. A barlang bejárata kb. 300 lábnyi magasságban fekszik a völgy fölött
- Ortodox temploma a 19. század közepén épült.